# Вербівка (Чортківський район)
Вербі́вка — село в Україні, у Скала-Подільській селищній громаді Чортківського району Тернопільської області. Розташоване на сході району над річкою Збруч.
Поштове відділення — Турильченське. До 2015 підпорядковане Турильченській сільраді.
Від вересня 2015 року ввійшло у склад Скала-Подільської селищної громади.
До Вербівки входить хутір Вигода. Населення — 239 осіб (2001).

## Географія
Село розташоване на відстані 362 км від Києва, 100 км — від обласного центру міста Тернополя та 14 км від міста Борщів.

### Клімат
Для села характерний помірно континентальний клімат. Вербівка розташована у «теплому Поділлі» — найтеплішому регіоні Тернопільської області.
| Клімат Вербівки                                      | Клімат Вербівки | Клімат Вербівки | Клімат Вербівки | Клімат Вербівки | Клімат Вербівки | Клімат Вербівки | Клімат Вербівки | Клімат Вербівки | Клімат Вербівки | Клімат Вербівки | Клімат Вербівки | Клімат Вербівки | Клімат Вербівки |
| Показник                                             | Січ.            | Лют.            | Бер.            | Квіт.           | Трав.           | Черв.           | Лип.            | Серп.           | Вер.            | Жовт.           | Лист.           | Груд.           |                 |
| Середній максимум, °C                                | −1              | 0,8             | 6,0             | 14,6            | 20,5            | 23,5            | 24,5            | 24,0            | 20,1            | 13,8            | 6,4             | 1,4             |                 |
| Середня температура, °C                              | −4,4            | −2,7            | 1,9             | 9,2             | 14,9            | 18,1            | 19,2            | 18,6            | 14,7            | 9,1             | 3,2             | −1,5            |                 |
| Середній мінімум, °C                                 | −7,7            | −6,1            | −2,2            | 3,9             | 9,3             | 12,7            | 14,0            | 13,2            | 9,4             | 4,4             | −0,1            | −4,4            |                 |
| Норма опадів, мм                                     | 32              | 31              | 31              | 52              | 72              | 98              | 97              | 62              | 52              | 34              | 35              | 37              |                 |
| ---------------------------------------------------- | --------------- | --------------- | --------------- | --------------- | --------------- | --------------- | --------------- | --------------- | --------------- | --------------- | --------------- | --------------- | --------------- |
| Джерело: http://en.climate-data.org/location/264871/ |                 |                 |                 |                 |                 |                 |                 |                 |                 |                 |                 |                 |                 |

## Історія
Після поділу Речі Посполитої в 1772 р. село Залуччя у 1788 р. було поділене на дві частини, та частина, яка відійшла до державної власності Австрійської імперії зберегла назву Залуччя, а та, яка була у власності Іоахіма Подфіліпського — в 1820 році вже виступає як село з назвою Вербівка. Село належало до громади Залуччя, домінії Залуччя, циркулу Заліщики (з 1816 р. — Чортків), Королівства Галичини та Володимирії.
У 1907 році в селі засновано читальню товариства «Просвіта».
На 01.01.1939 село належало до Борщівського повіту Тернопільського воєводства, в селі проживало 660 мешканців, з них 590 українців-грекокатоликів і 90 українців-римокатоликів.
У 1940-1941, 1944-1959 роках село належало до Скала-Подільського району Тернопільської області. З ліквідацією району 1959 року увійшло до складу Борщівського району.
12 червня 2020 року, відповідно до розпорядження Кабінету Міністрів України № 724-р «Про визначення адміністративних центрів та затвердження територій територіальних громад Тернопільської області» увійшло до складу Скала-Подільської селищної громади.
19 липня 2020 року, в результаті адміністративно-територіальної реформи та ліквідації Борщівського району, село увійшло до складу новоутвореного Чортківського району.

## Населення

### Мова
За даними перепису населення 2001 року мовний склад населення села був таким:
| Мова       | Чисельність | Відсоток |
| ---------- | ----------- | -------- |
| українська | 234         | 97,91%   |
| російська  | 5           | 2,09%    |
| Усього     | 239         | 100%     |

## Релігія
- церква святого великомученика Димитрія Солунського (1890, мурована, ПЦУ).

## Пам'ятки
Встановлено пам'ятний хрест на честь скасування панщини.

## Соціальна сфера
Діє бібліотека, сільський клуб.

## Відомі люди

### Народилися
- Віктор Бабій (1964 — 2018) — український архітектор.
- Марія Кривко (нар. 1946) — директорка Бучацької дитячої музичної школи, заслужена працівниця культури України.

## Галерея

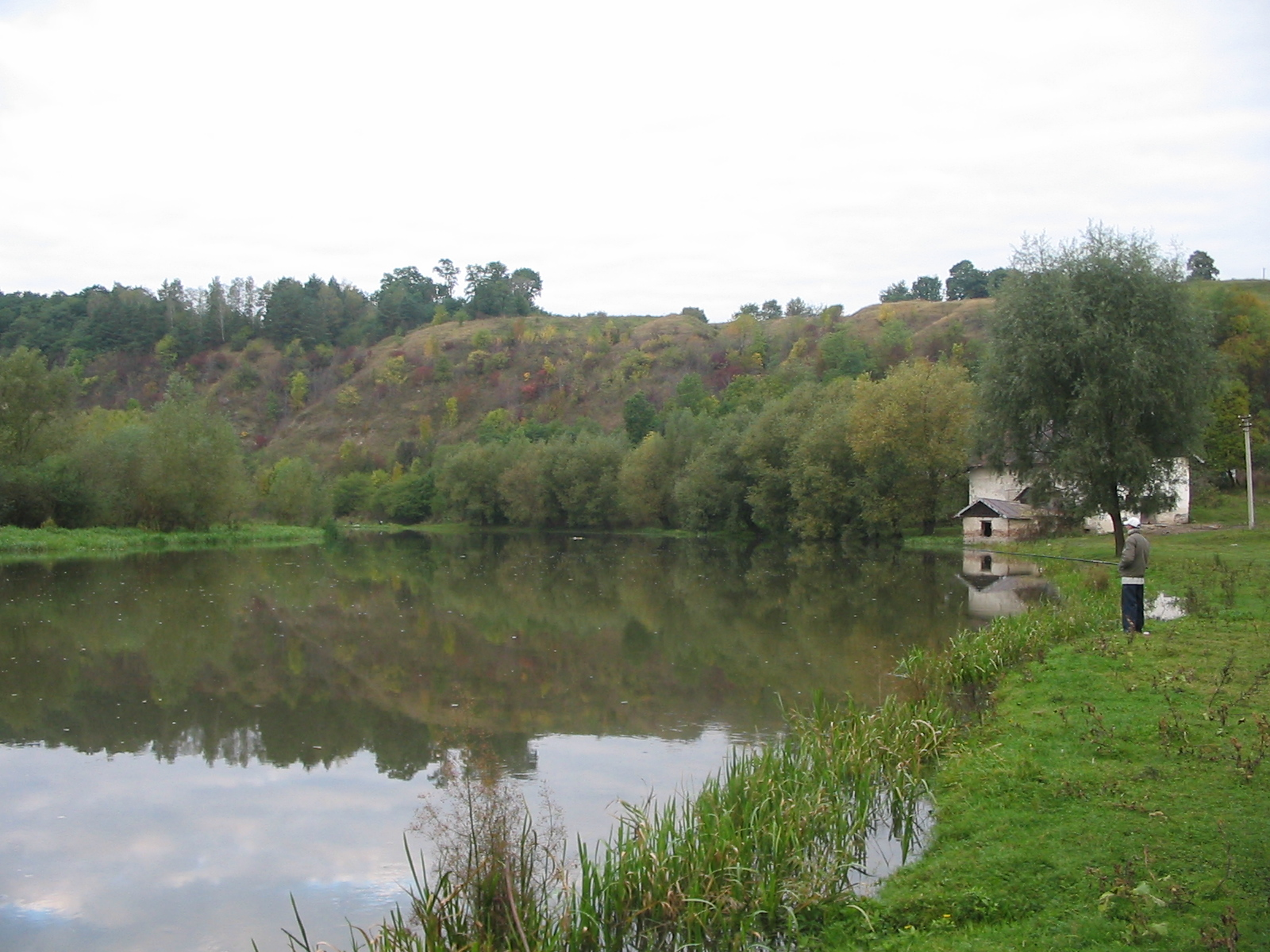
Збруч біля сільського млина
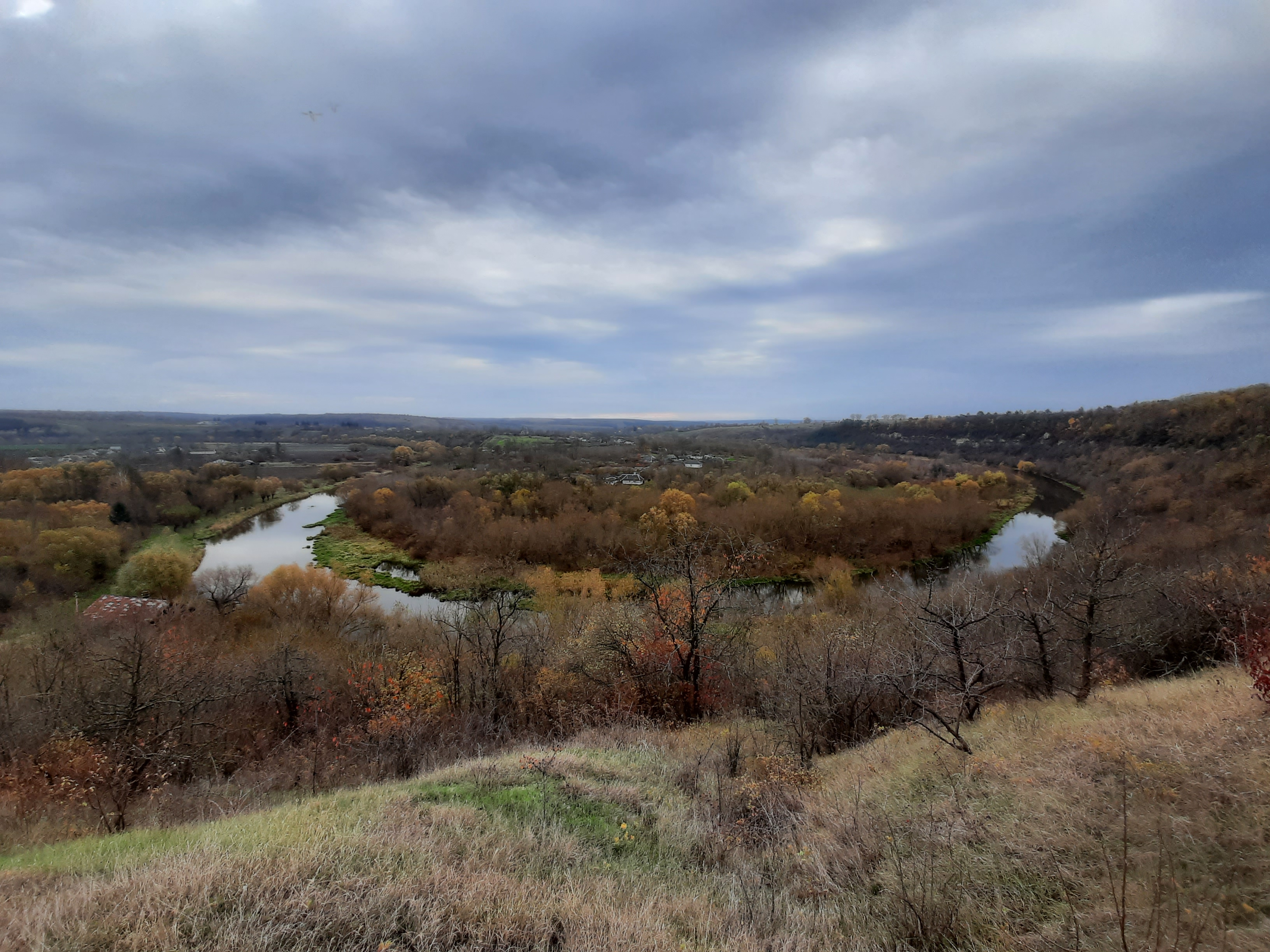
Меандр Збруча біля Вербівки
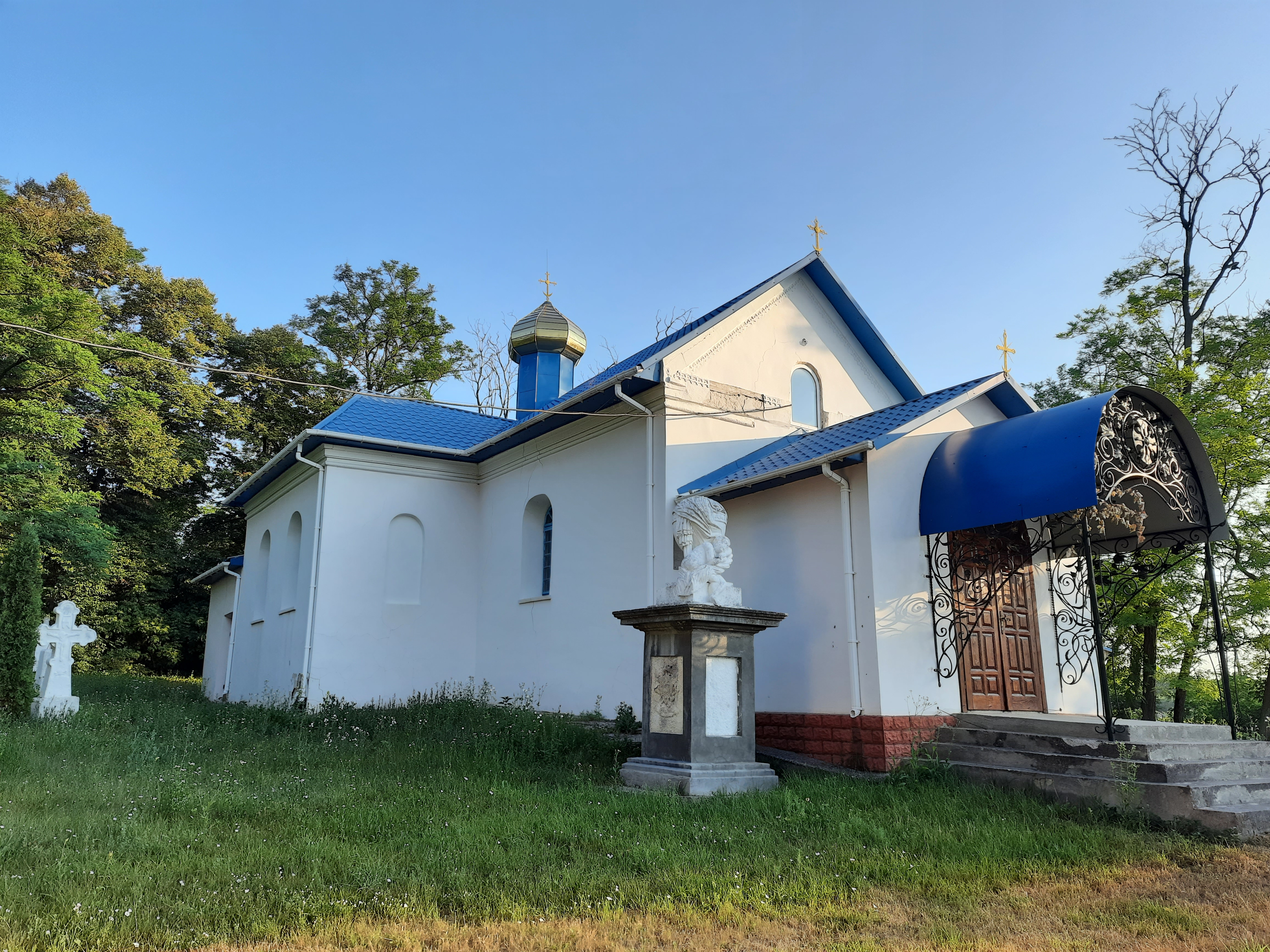
Церква святого Димитрія (1890)
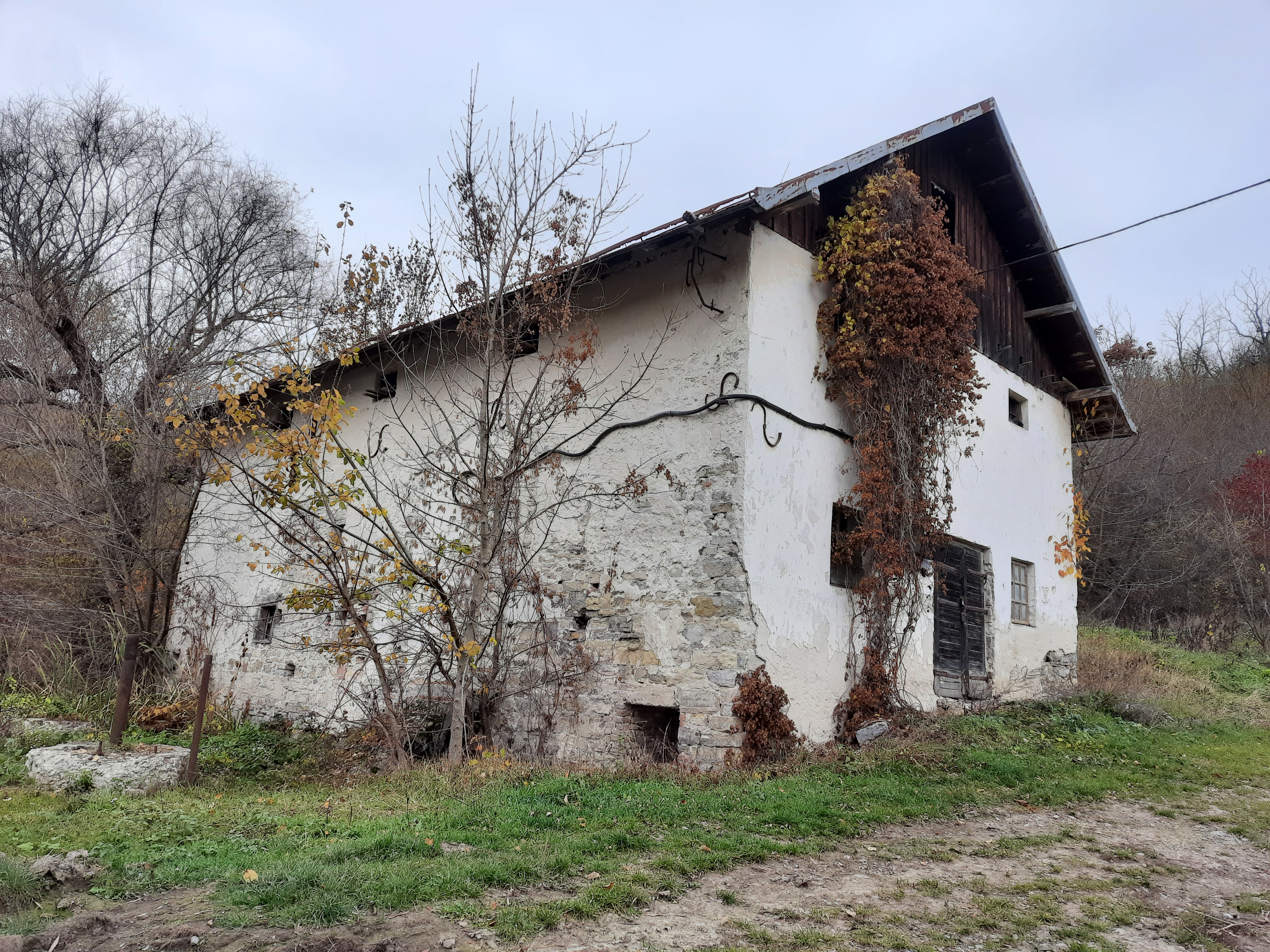
Старий водяний млин на річці Збруч